# Fadogia fuchsioides
Fadogia fuchsioides là một loài thực vật có hoa trong họ Thiến thảo. Loài này được Schweinf. ex Oliv. mô tả khoa học đầu tiên năm 1873.